# Шараг
Шараг (кит. 夏日哈镇, пін. Xiàrìhā Zhèn) — містечко у складі повіту Дулань у Хайсі-Монголо-Тибетській автономній префектурі провінції Цінхай.

## Географія
Шараг розташовується на півночі Тибетського плато на висоті понад 3300 метрів над рівнем моря.

### Клімат
Містечко знаходиться у зоні, котра характеризується кліматом тропічних степів. Найтепліший місяць — липень із середньою температурою 16.1 °C (61 °F). Найхолодніший місяць — січень, із середньою температурою -10 °С (14 °F).
| Клімат Шарага           | Клімат Шарага | Клімат Шарага | Клімат Шарага | Клімат Шарага | Клімат Шарага | Клімат Шарага | Клімат Шарага | Клімат Шарага | Клімат Шарага | Клімат Шарага | Клімат Шарага | Клімат Шарага | Клімат Шарага |
| Показник                | Січ.          | Лют.          | Бер.          | Квіт.         | Трав.         | Черв.         | Лип.          | Серп.         | Вер.          | Жовт.         | Лист.         | Груд.         | Рік           |
| Середній максимум, °C   | −3            | −1            | 5             | 11            | 15            | 18            | 22            | 21            | 16            | 9             | 2             | −1            | 9             |
| Середня температура, °C | −9            | −7            | −1            | 5             | 8             | 12            | 16            | 14            | 9             | 3             | −3            | −7            | 4             |
| Середній мінімум, °C    | −16           | −13           | −7            | −1            | 2             | 6             | 10            | 8             | 3             | −2            | −9            | −14           | −2            |
| Вологість повітря, %    | 41            | 38            | 32            | 31            | 32            | 41            | 42            | 44            | 39            | 37            | 38            | 40            | 38            |
| ----------------------- | ------------- | ------------- | ------------- | ------------- | ------------- | ------------- | ------------- | ------------- | ------------- | ------------- | ------------- | ------------- | ------------- |
| Джерело: Weatherbase    |               |               |               |               |               |               |               |               |               |               |               |               |               |